# So Natural (dal)
A So Natural című dal a brit énekes-dalszerző Lisa Stansfield második kimásolt kislemeze a So Natural című 3. stúdióalbumról. A kislemez 1993. október 11-én jelent meg az Egyesült Királyságban. Más európai országokban pedig novemberben került a boltokba. A dalt Stansfield és férje, Ian Devaney írta.
A dalhoz készült videót Marcus Nispel készítette. A dalhoz Roger Sanchez, DJ Duro, Frankie Foncett és Vassal Benford készített remixeket. A dal 15. helyezést érte el a brit kislemezlistán.

## Kritikák
A dal pozitív értékelést kapott a zenekritikusoktól. A Music & Media azt írta: Amit Marvin Gaye kért, azt Stansfield "szállította" oly módon, hogy dalszövegei által tükröződnek a lassú ritmusok, amit Barry White áthidal. A dal kifinomult és érzéki.

## Számlista
Európai 7" kislemez
1. "So Natural" (Original Version) – 4:42
2. "So Natural" (Roger's Club Mix) – 5:41

Japán CD single
1. "So Natural" (Original Version) – 4:42
2. "So Natural" (U.S. Remix) – 5:25

Európai CD/12" single
1. "So Natural" (Original Version) – 4:42
2. "So Natural" (Be Boy Mix) – 5:18
3. "So Natural" (DJ Duro's Hip Hop Mix) – 5:27

UK CD/12" single
1. "So Natural" (Original Version) – 4:42
2. "So Natural" (Be Boy Mix) – 5:18
3. "So Natural" (Erotic Jeep Ride) – 5:17
4. "So Natural" (No Preservatives Mix) – 7:30
5. "So Natural" (DJ Duro's Hip Hop Mix) – 5:27
6. "So Natural" (U.S. Remix) – 5:25

UK promóciós 2x12" single
1. "So Natural" (Be Boy Mix) – 5:18
2. "So Natural" (Erotic Jeep Ride) – 5:17
3. "So Natural" (Original Version) – 4:42
4. "So Natural" (The Max)
5. "So Natural" (No Preservatives Mix) – 7:30
6. "So Natural" (Roger's Deep Dub)
7. "So Natural" (Roger's Club Mix) – 5:41
8. "So Natural" (DJ Duro's Hip Hop Mix) – 5:27

Egyéb remixek
1. "So Natural" (No Presevatives Mix by Roger Sanchez) – 6:42

## Slágerlista
| Slágerlista (1993)                    | Legjobb helyezések |
| ------------------------------------- | ------------------ |
| Australia (ARIA)                      | 69                 |
| Europe (European Hot 100 Singles)     | 38                 |
| Germany (Official German Charts)      | 67                 |
| Iceland (Íslenski Listinn Topp 40)    | 36                 |
| Italy (Hit Parade)                    | 26                 |
| Netherlands (Tipparade)               | 6                  |
| Hollandia (Single Top 100)            | 47                 |
| Spain Radio (PROMUSICAE)              | 25                 |
| Egyesült Királyság (UK Singles Chart) | 15                 |